# Стоян Гяуров
Стоян Димитров Гяуров е български журналист и преводач от немски, английски и италиански език; автор на блога „Императорът на сладоледа“.

## Биография
Роден е през 1950 г. в Хасково.
Завършва английска филология в Софийския университет.
Работи в Българското национално радио, а от 1990 до 2012 г. е редактор в Дойче Веле, Бон.
През 2018 г. получава награда за ярки постижения на Съюза на преводачите в България (2018) за превода от немски на книгата „Емигрантите. Четири дълги разказа“ от В. Г. Зебалд.
Носител на националната награда „Христо Г. Данов“ 2024, в раздела Преводач на художествена литература, за превода от немски на „Световъртеж. Чувства.“ от В. Г. Зебалд.